# Jamal Agnew
Jamal Agnew (San Diego, California, 3 de abril de 1995) apodado Swagnew, es un jugador profesional estadounidense de fútbol americano que se desempeña en la posición de wide receiver en Jacksonville Jaguars, equipo de la National Football League (NFL).

## Carrera
Fue seleccionado en la quinta ronda en la Reunión Anual de Selección de Jugadores de la NFL de 2017. Hizo su debut profesional con el equipo Detroit Lions, en el cual jugó cuatro temporadas (2017-2021), luego pasó a Jacksonville Jaguars, donde lleva jugando tres temporadas.